# جزیره تاوی تاوی
جزیره تاوی تاوی (به لاتین: Tawitawi Island) یک جزیره در فیلیپین است که در استان تاوی تاوی واقع شده‌است.

## خصوصیات
جزیره تاوی تاوی ۵۸۰٫۵ کیلومترمربع مساحت و ۸۲٬۵۸۲ نفر جمعیت دارد و ۵۴۹ متر بالاتر از سطح دریا واقع شده‌است.